# Плай (Боржава)

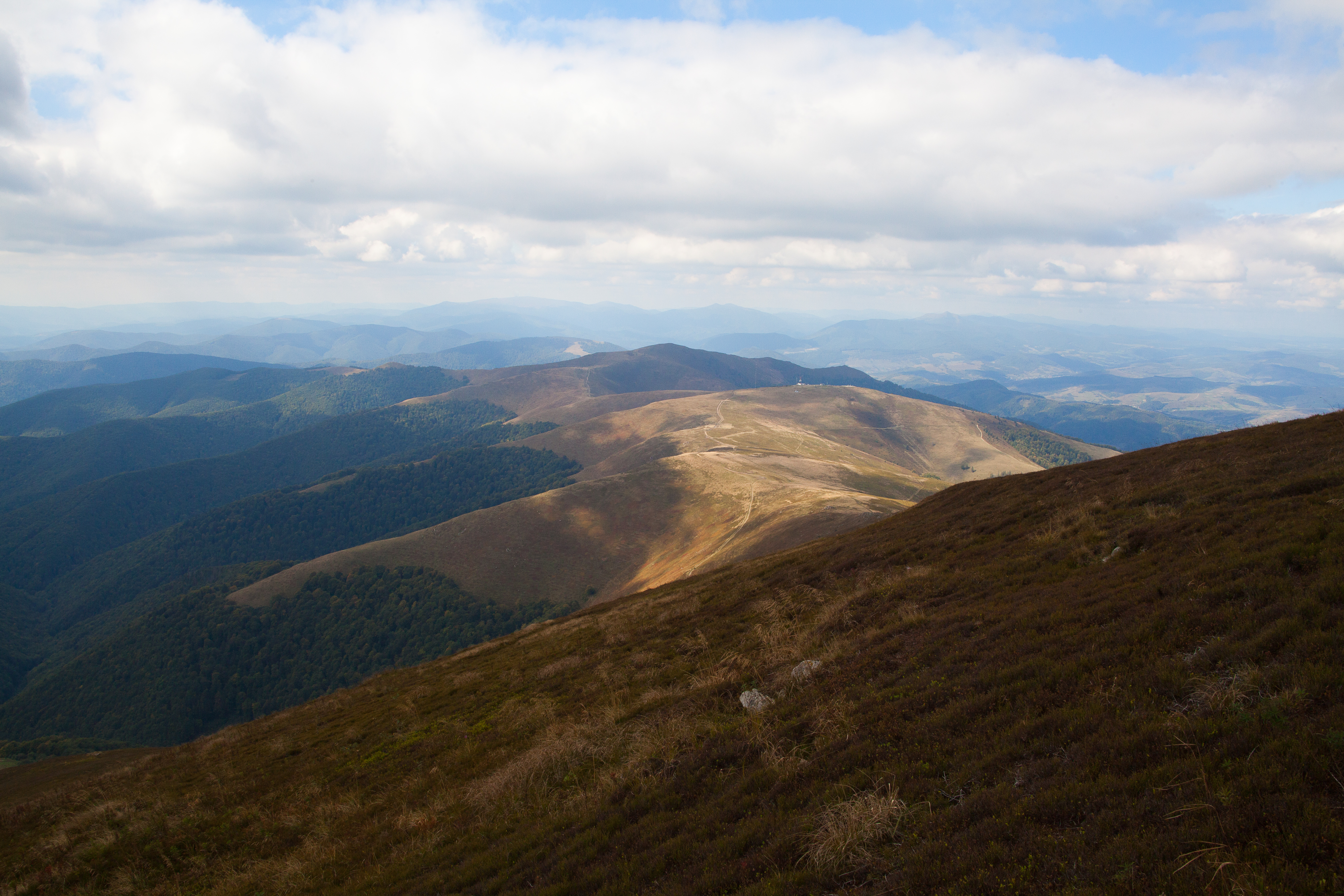
Вид з Великого Верху на гору Плай з будівлями на вершині (передній план)

Плай — гора в Українських Карпатах, у масиві Полонина Боржава. Розташована у межах Мукачівського району Закарпатської області, на південь від смт Воловець.
Висота 1323 м. Вершина незаліснена, схили стрімкі (особливо східні); підніжжя гори поросле лісом. На північний захід від вершини розташована гора Темнатик (1574 м), на південний схід — гора Великий Верх (1598 м).
На вершині розташовані капітальні споруди (деякі покинуті), а також станція радіозв'язку з антенами.
На горі Плай знаходиться метеостанція, яка працює тут із 1968 року. У 1969—1970 роках тут працював спостерігачем В'ячеслав Чорновіл, про що свідчить пам'ятний знак, встановлений на горі 15 вересня 2007 року.
Найближчі населені пункти: смт Воловець, с. Гукливий. Назва "плай" часто зустрічається по всім  Карпатам і взагалі означає "гірський шлях".У Воловці таку назву має гора,а шлях називають  "плайчик".Слово  румуно-валашського походження,в основі латинське  "плано",що означає  "рівно".
Гора  Плай відноситься до найкращих в Карпатах з огляду умов випасання худоби,тому на ній було багато вівчарських кошар.На даний час лишилась тільки одна,де тримає своїх овець житель села Гукливий Гендей.На Плаю  розміщалось багато споруд.Перш за все слід відмітити монументальну споруду колишнього державного молокопереробного закладу,популярно знаного як "Стара сироварня".Тепер вона в дуже поруйнованому стані,проте має цікаву історію.Її спорудження відноситься до часів Австро-Угорщини,як одного з ключових пунктів  так званої "Верховинської акції" Едмунда Егана.На межі  двадцятого століття угорський економіст  ірландського походження Едмунд Еган організував і очолив ряд економічних реформ,направлених на поліпшення важкого,просто злиденного життя  верховинців.В рамках  "Верховинської акції" було споруджено на полонинах Плай,Керниці та інших корівники,павільйони для доїння,згаданий молокопереробний пункт,обладнані найсучаснішим на той час устаткуванням.З Австрії була завезена племінна худоба.Від селян-пастухів приймалось на переробку молоко по твердим державним цінам.Їм надавались кредити по пільговим умовам.Ці дії Егана дозволили  селянам вирватись з-під гніту лихварів-євреїв і покращити свій матеріальний стан.Селяни Егана дуже любили,а євреї ненавиділи з цілої душі.Підстерігши Егана на лісовій дорозі,вони вбили його.Смерть Егана оплакувала ціла Верховина,на його похорон зібралось  12 тисяч людей.Сумні руїни  "Старої сироварні"- німий свідок діяння чужинця,що так любив Верховину.
За часів  Чехословаччини державна станція з переробки молока була розширена і доповнена дослідницькою агро-метеорологічною станцією.Вона почала працювати з 1925 року і працює понині.Саме на ній спостерігачем працював В.Чорновіл,в той час уже знаний у світі з дисидентської праці "Лихо з розуму"(опублікована в Парижі в 1969 році) та інших  правозахисних статей.Недалеко під горою Плай була розміщена туристична хата КЧСТ(Клубу Чехо-Словацьких Туристів).  Дерев,яна будівля для нічлігу  на 34 ліжка.Вона не збереглася.У Волівці був  туристичний готель з місцями  на 42 туристів.Проживання з харчуванням в день становило 18  чеських крон.Біля підніжжя Плаю знаходилась туристична "Розсипалова хата" на 48 ліжок.(Антонін Розсипал,власник хати,був віце-губернатором Закарпаття.)Зараз ця споруда,розташована в прекрасному місці, перебуває у вкрай  занедбаному стані.
Гора Плай має цікаву воєнну історію з періоду першої і другої світових війн,про що свідчать численні залишки фортифікаційних споруд тих часів.У першій світовій війні,взимку 1915 року гора Плай була осідком Легіону Українських Січових  Стрільців.Воловець на той час був зайнятий російським військом.За Плай,Темнатик і Великий Верх точились вперті бої.Січові стрільці тримали Плай аж до підходу долиною Латориці трьох німецьких дивізій під командою генерала Августа Лізінгена.Спільними зусиллями москалів було відкинено за Бескид.Восени 1944 року історія повторилась у трохи зміненому вигляді.Те,що не вдалось царській армії,зробила радянська- ціною великих жертв прорватись через Карпати.
Між Плаєм і Темнатиком є місцина,в народі знана як "Фігура".Це перехрестя гірських  шляхів.В старовину,може ще з поганських часів,стояла тут  дерев,яна скульптура,вирізьблена долотом незнаного майстра.Такі  "фігури" ставили в магічних цілях на місцях відомих,навіть трагічних подій- вбивств,смертельних випадків і т.п. Про цю  "Фігуру" було відомо Івану Франку,який знав про неї з розповідей місцевих жителів під час відвідин  Франком Скотарського. Очевидно,що "фігура" не збереглася до нинішніх днів,залишилась тільки назва.
Плаєм ходили наші предки і підуть наступні покоління.